# Línea Vadollano-Linares
La línea Vadollano-Linares fue un ramal ferroviario de 15 kilómetros de longitud, perteneciente a la red ferroviaria española, que transcurría entre Vadollano, Linares y diversas instalaciones del distrito minero Linares-La Carolina. El trazado estuvo abierto al tráfico entre 1877 y 1985, cuando fue clausurado, siendo levantadas las vías. En la actualidad se están desarrollando diversos trabajos encaminados a su reapertura parcial. 

## Historia

### Trazado original
En septiembre de 1866 entró en servicio la línea férrea que unía Madrid y la Meseta con Andalucía, obra de la compañía MZA, que había iniciado los trabajos de construcción en 1859. Al sur de Linares se estableció la estación de Baeza-Empalme, si bien esta quedó muy alejada del casco urbano linarense y de las instalaciones mineras de la zona. Esta situación llevaría a la construcción, por parte de MZA, de un ramal de 15 km que partía de la estación de Vadollano y llegaba hasta el centro de Linares, permitiendo el enlace con la línea Madrid-Córdoba. Dicho ramal sería inaugurado el 23 de enero de 1877. Además del casco urbano, también mantenía enlace con varios pozos mineros y fundiciones. 
En 1925 se inauguró en Linares la llamada estación de Madrid, como nueva estación terminal de la línea. En 1941, con la nacionalización del ferrocarril de ancho ibérico, la línea pasó a integrarse en la red de RENFE. Durante sus últimos años el trazado tuvo muy poca actividad, principalmente de mercancías, lo que llevaría a RENFE a tomar la decisión de cerrarlo. El 1 de enero de 1985 el ramal fue clausurado al servicio, si bien todavía se mantuvo operativo como apartadero de material algún tiempo más. Tras su cierre definitivo y desmantelamiento, el antiguo trazado ha sido habilitado para acoger una vía verde.

### Reapertura
En abril de 2009 se iniciaron las obras para volver a reabrir el ramal de cara a enlazar el parque empresarial de Linares con la línea Alcázar de San Juan-Cádiz, reaprovechando parte del trazado antiguo, si bien estas sufrieron varios retrasos y modificaciones. Los trabajos corrieron a cargo de la Consejería de Obras Públicas y Transportes de la Junta de Andalucía. El proyecto final que se adoptó en 2018 contemplaba una vía única de ancho mixto (ibérico y europeo), cuyo trazado tendría una longitud de 5,8 km.